# Hennie Oliemuller
Hennie Oliemuller (Utrecht, 1 augustus 1934 – aldaar, 5 mei 2000) was de Utrechtse stadscabaretier. Oliemuller startte in 1963 zijn voorstellingen in een eigen theatertje in een van de werfkelders aan de Oudegracht. Na vele theaters en omzwervingen maakte een ambtenaar op het stadhuis, de heer Schiller, het mogelijk een theater te starten aan de Minrebroederstraat. Uit dankbaarheid vernoemde Oliemuller het theater naar hem.

## Programma's
Elke zomer schreef Oliemuller in zijn woning boven het theater een nieuw programma voor zijn Muzevalcabaret. "Terwijl iedereen 's zomers geniet in zijn blootje, zit ik hier eenzaam creatief te zijn achter mijn burootje", schreef hij over dit proces. De première van een nieuw programma was steevast op 1 augustus, Oliemullers verjaardag. Tot 1982 maakte hij gebruik van muzikale begeleiding door een pianist. Vanaf 1982 moest hij 'bezuinigen op personeel', zoals hij het noemde, en begeleidde hij zichzelf op piano, keyboard en klarinet. De muziek was simpel en dienend, maar vrijwel altijd geleend van een beroemde jazzcompositie. Zo was het lied 'pianospelen is een moeilijk vak' geschreven op de muziek van 'there will never be another you' van Harry Warren en Mack Gordon. De open voorstellingen waren elke zaterdagavond om half negen.

## Medewerkers
Hennie Oliemuller trad nooit alleen op. Hij maakte altijd gebruik van een sidekick, die gebonden was aan de teksten die Oliemuller schreef. Het langste werkte Oliemuller samen met Bob van Balen (overleden in 1999) met wie hij het Stad-Utrechts sprak. Oliemuller kan gezien worden als de ontdekker van Herman Berkien en Tineke Schouten. Ook cabaretière Elly Luyder, NCRV-presentator Jan Fillekers en presentatrice Femke Wolthuis zijn bij Oliemuller begonnen. Oliemuller noemde zichzelf een romanticus. Hij trouwde dan ook met een van de cabaretières, Anne-Marie Konincks. Het huwelijk was geen lang leven beschoren. Toen Konincks besloot solo te gaan, was het huwelijk ook ten einde. Het leverde Oliemuller jaren materiaal op.

## Utrechts
Het plat Utrechts werd in de voorstellingen afgewisseld door keurig beschaafd Nederlands. De conferences en liedjes van Oliemuller gingen voornamelijk over de stad. Oliemuller had naar eigen zeggen slechts een keer Utrecht verlaten voor een vakantie in de Ardennen.

## Pers
Oliemuller schreef wekelijks een column in het Utrechtse Stadsblad onder de titel Gejaagd door de pint. Zijn columns en cabaret werden door de Utrechtse pers niet altijd gewaardeerd. Oliemuller weigerde na enkele slechte recensies de pers de toegang tot het theater.

## Theatertjes in Utrecht
Oliemuller was de eerste cabaretier in Utrecht die een eigen theater startte. Dit was voor andere cabaretiers, allen gestart bij Oliemuller, aanleiding hetzelfde te doen. Zo begon Yvonne Groeneveld na haar samenwerking met Oliemuller het Werftheater, Herman Berkien bezat het Mirliton Theater, Joris Schiks runde een theatertje en Tineke Schouten trad op in haar eigen Jacobitheater.
Hennie Oliemuller overleed op 5 mei 2000 aan de gevolgen van keelkanker. In 2002 werd er een brug naar hem vernoemd, geopend door Tineke Schouten. De Hennie Oliemullerbrug ligt over de Europalaan richting de Meubelboulevard, uitgerekend datgene waar Oliemuller tijdens zijn leven vele kritische teksten over schreef. Het Schillertheater bestaat nog steeds. Onder de nieuwe naam Schiller Theater Place Royale worden er nog steeds elke vrijdagavond kleinkunstvoorstellingen gegeven.

## Lijst van meewerkende cabaretiers
- Tineke Schouten
- Herman Berkien
- Bob van Balen
- Femke Wolthuis
- Joris Schiks
- Yvonne Groeneweld
- Hanny Kroeze
- Elly Luyder
- Annemarie van Brenk
- Anne-Marie Konincks
- Astrid van Helden
- Liselotte van Luyn